# Dane Šijan
Dane Šijan (serbisch-kyrillisch Дане Шијан; * 5. Februar 1977 in Šabac, Jugoslawien) ist ein ehemaliger serbischer Handballtorwart.
Šijan, der für die serbische Nationalmannschaft auflief, spielte stets als Torwart.
Dane Šijan begann mit dem Handballspiel beim heimischen Spitzenclub Metaloplastika Šabac, wo er schließlich auch in der ersten serbischen Liga debütierte. Dort gehörte er stets zu den Spitzenspielern der serbischen Liga; 1997 aber verletzte er sich bei einem Autounfall schwer, war acht Monate krankgeschrieben und verlor so seinen Stammplatz. Daraufhin wechselte er häufig in der serbischen Liga: 1998 zu RK Proleter Zrenjanin, 1999 zu Rudar Pljevlja, 2000 zu Eporsid. Erst 2001 fand er in Partizan Belgrad längerfristig einen neuen Arbeitgeber: So wurde er 2002, 2003 und 2004 serbischer Meister und 2002 sowie 2003 zum besten Torwart der Liga gewählt. 2004 wechselte er auf der Suche nach einer neuen Herausforderung zu IF Guif nach Schweden, wo er ebenfalls zum besten Keeper der Liga auserkoren wurde. Nach nur einer Saison ging er nach Dänemark zu Viborg HK. Dort wurde er 2006 zum besten Torwart gewählt und gewann 2007 die dänische Vizemeisterschaft. Bereits im Herbst 2006 hatte Šijan bei der SG Flensburg-Handewitt, wo er die Nachfolge von Jan Holpert antreten sollte, einen Dreijahresvertrag ab Juli 2007 unterzeichnet. Nach nur einer Saison verließ er auf eigenen Wunsch Flensburg. Ab der Saison 2008/09 spielte Šijan wieder in Viborg. Im Sommer 2012 wechselte Šijan zum Ligarivalen Bjerringbro-Silkeborg. Im Sommer 2014 schloss er sich Mors-Thy Håndbold an. Von 2016 bis 2018 stand er beim rumänischen Verein HC Dobrogea Sud Constanța unter Vertrag.
Šijan hat trotz namhafter Konkurrenz wie Dejan Perić und Arpad Šterbik 56 Länderspiele für die Männer-Handballnationalmannschaft Serbiens bzw. der Vorgängermannschaft von Serbien-Montenegro bestritten. Am einzigen internationalen Erfolg seines Landes, der Bronzemedaille bei der Weltmeisterschaft 1999, nahm er wohl aufgrund der Nachwirkungen seines Autounfalls nicht teil. Bei der Europameisterschaft 2004 stand er gemeinsam mit Perić im Aufgebot.